# Valószínűségek a bridzsben
A bridzsben a matematikai valószínűségek jelentős szerepet játszanak. Az ellenfél lapjainak elosztásától függően különböző felvevőjátékok vezetnek a sikerhez. Annak eldöntéséhez, hogy melyik játék sikerének valószínűsége a legnagyobb, a felvevőnek tisztában kell lennie az elemi valószínűségekkel.
Az alábbi táblázatok a különböző előzetes valószínűségeket határozzák meg, azaz a valószínűségeket további információ hiányában. A licitálás és a játék során több információ válik elérhetővé az elosztásokról, ami lehetővé teszi a játékosok számára, hogy javítsák valószínűségi becsléseiket.

## Színek eloszlásának valószínűsége (hiányzó adu stb.) két rejtett kézben
Ez a táblázat azokat a különböző elosztásokat mutatja be, amely módokon 2-től 8 kártya osztható el két ismeretlen 13 lapos kéz között.
| Hiányzó kártyák száma | Elosztás | Valószínűség | Kombinációk | Egyéni valószínűség |
| --------------------- | -------- | ------------ | ----------- | ------------------- |
| 2                     | 1-1      | 0,52         | 2           | 0.26                |
| 2                     | 2-0      | 0,48         | 2           | 0.24                |
| 3                     | 2-1      | 0,78         | 6           | 0.13                |
| 3                     | 3-0      | 0.22         | 2           | 0.11                |
| 4                     | 2-2      | 0,40         | 6           | 0,0678~             |
| 4                     | 3-1      | 0,50         | 8           | 0,0622~             |
| 4                     | 4-0      | 0.10         | 2           | 0,0478~             |
| 5                     | 3-2      | 0,68         | 20          | 0,0339~             |
| 5                     | 4-1      | 0,28         | 10          | 0,02826~            |
| 5                     | 5-0      | 0,04         | 2           | 0,01956~            |
| 6                     | 3-3      | 0,36         | 20          | 0,01776~            |
| 6                     | 4-2      | 0,48         | 30          | 0,01615~            |
| 6                     | 5-1      | 0,15         | 12          | 0,01211~            |
| 6                     | 6-0      | 0,01         | 2           | 0,00745~            |
| 7                     | 4-3      | 0,62         | 70          | 0,00888~            |
| 7                     | 5-2      | 0.30         | 42          | 0,00727~            |
| 7                     | 6-1      | 0,07         | 14          | 0,00484~            |
| 7                     | 7-0      | 0,01         | 2           | 0,00261~            |
| 8                     | 4-4      | 0,33         | 70          | 0,00467~            |
| 8                     | 5-3      | 0,47         | 112         | 0,00421~            |
| 8                     | 6-2      | 0.17         | 56          | 0,00306~            |
| 8                     | 7-1      | 0,03         | 16          | 0,00178~            |
| 8                     | 8-0      | 0,00         | 2           | 0,00082~            |

## A figurapontok eloszlásának valószínűsége
A figurapontokat (FP) általában Milton Work 4/3/2/1-es skáláján számolják minden ász/király/dáma/bubi után. Egy bizonyos ponttartomány valószínűségének meghatározásához egyszerűen ki kell vonni a két releváns kumulatív valószínűséget. Tehát annak a valószínűsége, hogy 12-19 FP-t osztanak ki pontosan annak a valószínűsége, hogy maximum 19 FP-ja lesz, mínusz annak a valószínűsége, hogy legfeljebb 11 FP-ja lesz, vagy: 0,9855 − 0,6518 = 0,3337. 
| 0 | 0,003639 | 8  | 0,374768 | 16 | 0,935520 | 24 | 0,999542 | 32 | 1.000000 |
| 1 | 0,011523 | 9  | 0,468331 | 17 | 0,959137 | 25 | 0,999806 | 33 | 1.000000 |
| 2 | 0,025085 | 10 | 0,562382 | 18 | 0,975187 | 26 | 0,999923 | 34 | 1.000000 |
| 3 | 0,049708 | 11 | 0,651828 | 19 | 0,985549 | 27 | 0,999972 | 35 | 1.000000 |
| 4 | 0,088163 | 12 | 0,732097 | 20 | 0,991985 | 28 | 0,999990 | 36 | 1.000000 |
| 5 | 0,140025 | 13 | 0,801240 | 21 | 0,995763 | 29 | 0,999997 | 37 | 1.000000 |
| 6 | 0,205565 | 14 | 0,858174 | 22 | 0,997864 | 30 | 0,999999 |    |          |
| 7 | 0,285846 | 15 | 0,902410 | 23 | 0,998983 | 31 | 1.000000 |    |          |

## Elosztások valószínűségei
Az elosztás a tizenhárom kártya elosztását jelzi egy leosztásban a négy szín között. Összesen 39 elosztás lehetséges, de ezek közül csak 13-nak van 1%-ot meghaladó előzetes valószínűsége. A legvalószínűbb elosztás a 4-4-3-2, amely két négylapos színből, egy háromlapos színből és egy két lapos színből (dubló) áll.

Az alábbi táblázat felsorolja mind a 39 lehetséges elosztást, azok előfordulási valószínűségét, valamint az egyes elosztásokhoz tartozó permutációk számát. A lista az elosztások előfordulási valószínűsége szerint van rendezve. 
| Elosztás | Valószínűség | #  |
| -------- | ------------ | -- |
| 4-4-3-2  | 0,21551      | 12 |
| 5-3-3-2  | 0,15517      | 12 |
| 5-4-3-1  | 0,12931      | 24 |
| 5-4-2-2  | 0,10580      | 12 |
| 4-3-3-3  | 0,10536      | 4  |
| 6-3-2-2  | 0,05642      | 12 |
| 6-4-2-1  | 0,04702      | 24 |
| 6-3-3-1  | 0,03448      | 12 |
| 5-5-2-1  | 0,03174      | 12 |
| 4-4-4-1  | 0,02993      | 4  |
| 7-3-2-1  | 0,01881      | 24 |
| 6-4-3-0  | 0,01326      | 24 |
| 5-4-4-0  | 0,01243      | 12 |

| Elosztás | Valószínűség | #  |
| -------- | ------------ | -- |
| 5-5-3-0  | 0,00895      | 12 |
| 6-5-1-1  | 0,00705      | 12 |
| 6-5-2-0  | 0,00651      | 24 |
| 7-2-2-2  | 0,00513      | 4  |
| 7-4-1-1  | 0,00392      | 12 |
| 7-4-2-0  | 0,00362      | 24 |
| 7-3-3-0  | 0,00265      | 12 |
| 8-2-2-1  | 0,00192      | 12 |
| 8-3-1-1  | 0,00118      | 12 |
| 7-5-1-0  | 0,00109      | 24 |
| 8-3-2-0  | 0,00109      | 24 |
| 6-6-1-0  | 0,00072      | 12 |
| 8-4-1-0  | 0,00045      | 24 |

| Elosztás | Valószínűség    | #  |
| -------- | --------------- | -- |
| 9-2-1-1  | 0,00018         | 12 |
| 9-3-1-0  | 0,00010         | 24 |
| 9-2-2-0  | 0,000082        | 12 |
| 7-6-0-0  | 0,000056        | 12 |
| 8-5-0-0  | 0,000031        | 12 |
| 10-2-1-0 | 0,000011        | 24 |
| 9-4-0-0  | 0,0000097       | 12 |
| 10-1-1-1 | 0,0000040       | 4  |
| 10-3-0-0 | 0,0000015       | 12 |
| 11-1-1-0 | 0,00000025      | 12 |
| 11-2-0-0 | 0,00000011      | 12 |
| 12-1-0-0 | 0,0000000032    | 12 |
| 13-0-0-0 | 0,0000000000063 | 4  |

A 39 elosztás négy típusba sorolható: egyenletes, egyszínű, kétszínű és háromszínű . Az alábbi táblázat megadja annak az előzetes valószínűségét, hogy egy adott típust osztanak ki.
| Kéz típusa | Minták | Valószínűség |
| ---------- | --- | ------------ |
| Egyenletes | 4-3-3-3, 4-4-3-2, 5-3-3-2 | 0,4761       |
| Egyszínű   | 6-3-2-2, 6-3-3-1, 6-4-2-1, 6-4-3-0, 7-2-2-2, 7-3-2-1, 7- 3-3-0, 7-4-1-1, 7-4-2-0, 7-5-1-0, 8-2-2-1, 8-3-1-1, 8-3- 2-0, 8-4-1-0, 8-5-0-0, 9-2-1-1, 9-2-2-0, 9-3-1-0, 9-4-0- 0, 10-1-1-1, 10-2-1-0, 10-3-0-0, 11-1-1-0, 11-2-0-0, 12-1-0-0, 13-0-0-0 | 0,1915       |
| Kétszínű   | 5-4-2-2, 5-4-3-1, 5-5-2-1, 5-5-3-0, 6-5-1-1, 6-5-2-0, 6- 6-1-0, 7-6-0-0 | 0,2902       |
| Háromszínű | 4-4-4-1, 5-4-4-0 | 0,0423       |

A 39 elosztás egyéb csoportosítása történhet a leghosszabb vagy a legrövidebb szín szerint. Az alábbi táblázatok az előzetes valószínűséget adják arra, hogy adott hosszúságú leghosszabb vagy legrövidebb színű kezet osszanak.
| Leghosszabb szín | Elosztások                                                     | Valószínűség   |
| ---------------- | -------------------------------------------------------------- | -------------- |
| 4 kártya         | 4-3-3-3, 4-4-3-2, 4-4-4-1                                      | 0,3508         |
| 5 kártya         | 5-3-3-2, 5-4-2-2, 5-4-3-1, 5-5-2-1, 5-4-4-0, 5-5-3-0           | 0,4434         |
| 6 kártya         | 6-3-2-2, 6-3-3-1, 6-4-2-1, 6-4-3-0, 6-5-1-1, 6-5-2-0, 6- 6-1-0 | 0,1655         |
| 7 kártya         | 7-2-2-2, 7-3-2-1, 7-3-3-0, 7-4-1-1, 7-4-2-0, 7-5-1-0, 7- 6-0-0 | 0,0353         |
| 8 kártya         | 8-2-2-1, 8-3-1-1, 8-3-2-0, 8-4-1-0, 8-5-0-0                    | 0,0047         |
| 9 kártya         | 9-2-1-1, 9-2-2-0, 9-3-1-0, 9-4-0-0                             | 0,00037        |
| 10 kártya        | 10-1-1-1, 10-2-1-0, 10-3-0-0                                   | 0,000017       |
| 11 kártya        | 11-1-1-0, 11-2-0-0                                             | 0,0000003      |
| 12 kártya        | 12-1-0-0                                                       | 0,000000003    |
| 13 kártya        | 13-0-0-0                                                       | 0,000000000006 |

| Legrövidebb szín | Elosztások | Valószínűség |
| ---------------- | --- | ------------ |
| Három            | 4-3-3-3 | 0,1054       |
| Dubló            | 4-4-3-2, 5-3-3-2, 5-4-2-2, 6-3-2-2, 7-2-2-2 | 0,5380       |
| Szingli          | 4-4-4-1, 5-4-3-1, 5-5-2-1, 6-3-3-1, 6-4-2-1, 6-5-1-1, 7- 3-2-1, 7-4-1-1, 8-2-2-1, 8-3-1-1, 9-2-1-1, 10-1-1-1                                                                                         | 0,3055       |
| Sikén            | 5-4-4-0, 5-5-3-0, 6-4-3-0, 6-5-2-0, 6-6-1-0, 7-3-3-0, 7- 4-2-0, 7-5-1-0, 7-6-0-0, 8-3-2-0, 8-4-1-0, 8-5-0-0, 9-2- 2-0, 9-3-1-0, 9-4-0-0, 10-2-1-0, 10-3-0-0, 11-1-1-0, 11-2-0- 0, 12-1-0-0, 13-0-0-0 | 0,0511       |

## A lehetséges kezek és leosztások száma
635 013 559 600 ( {\displaystyle {52 \choose 13}} ) különböző kéz van, amelyet egy játékos tarthat.  Továbbá, ha a maradék 39 kártyát az összes kombinációjukkal együtt tartalmazza, 53,644,737,765,488,792,839,237,440,000 (53,6 x 10 27 ) különböző leosztás lehetséges ( {\displaystyle 52!/(13!)^{4}} ) 
Nyilvánvaló, hogy az azonos leosztások, amikben kicseréljük a ♥2-t és a ♥3-t, nem valószínű, hogy más eredményt adnának. A kis kártyák irrelevanciájának egyértelművé tétele érdekében (ami azonban nem mindig van így), a bridzsben az ilyen kis kártyákat általában "x"-szel jelölik. Így a „lehetséges kezek száma” ebben az értelemben attól függ, hogy hány lapot nem tekintünk kicsinek. Például, ha az 'x' jelölést minden tíznél kisebb kártyára alkalmazzuk, akkor az A987-K106-Q54-J32 és az A432-K105-Q76-J98 színeloszlást azonosnak tekintjük.
Az alábbi táblázat  megadja azoknak a leosztásoknak a számát, amikor különböző számú kis kártyát nem különböztetünk meg.
| Szín kompozíció | Leosztások száma                       |
| --------------- | -------------------------------------- |
| AKQJT9876543x   | 53,644,737,765,488,792,839,237,440,000 |
| AKQJT987654xx   | 7,811,544,503,918,790,990,995,915,520  |
| AKQJT98765xxx   | 445,905,120,201,773,774,566,940,160    |
| AKQJT9876xxxx   | 14,369,217,850,047,151,709,620,800     |
| AKQJT987xxxxx   | 314,174,475,847,313,213,527,680        |
| AKQJT98xxxxxx   | 5,197,480,921,767,366,548,160          |
| AKQJT9xxxxxxx   | 69,848,690,581,204,198,656             |
| AKQJTxxxxxxxxx  | 800,827,437,699,287,808                |
| AKQJxxxxxxxxx   | 8,110,864,720,503,360                  |
| AKQxxxxxxxxxx   | 74,424,657,938,928                     |
| AKxxxxxxxxxxx   | 630.343.600.320                        |
| Axxxxxxxxxxxx   | 4,997,094,488                          |
| xxxxxxxxxxxxx   | 37,478,624                             |

A táblázat utolsó bejegyzése (37 478 624) a pakli különböző elosztásainak számának felel meg (azon leosztások száma, amikor a kártyákat csak színük alapján különböztetjük meg).

## Fordítás
Ez a szócikk részben vagy egészben  a   Contract bridge probabilities című angol Wikipédia-szócikk ezen változatának fordításán alapul.  Az eredeti cikk szerkesztőit annak laptörténete sorolja fel. Ez a jelzés csupán a megfogalmazás eredetét és a szerzői jogokat jelzi, nem szolgál a cikkben szereplő információk forrásmegjelöléseként.

## További irodalom
- Émile, Borel. Théorie Mathématique du Bridge. Gauthier-Villars (1940) Second French edition by the authors in 1954. Translated and edited into English by Alec Traub as The Mathematical Theory of Bridge; printed in 1974 in Taiwan through the assistance of C.C. Wei.
- Kelsey, Hugh. Bridge Odds for Practical Players, Master Bridge Series. London: Victor Gollancz Ltd in association with Peter Crawley (1980). ISBN 0-575-02799-1
- Reese, Terence. Master the Odds in Bridge, Master Bridge Series. London: Victor Gollancz Ltd in association with Peter Crawley (1986). ISBN 0-575-02597-2